# Дрейфовая скорость
Дрейфовая скорость — средняя скорость движения частиц, например, электронов, приобретаемая в результате воздействия электрического поля.
В общем случае электрон беспорядочно движется в проводнике со скоростью Ферми. Приложение к проводнику электрического поля вызывает небольшой дрейф беспорядочно движущихся электронов в определённом направлении.
Поскольку электрический ток пропорционален дрейфовой скорости, а та, в свою очередь, при не слишком сильных полях пропорциональна напряжённости внешнего электрического поля, закон Ома можно записать для дрейфовой скорости {\displaystyle v_{d}}, м/с:
{\displaystyle v_{d}=\mu E},
где {\displaystyle \mu } — подвижность электронов, м²/(В·с), а {\displaystyle E} — напряжённость электрического поля, В/м. При полях порядка 106-107 В/м и выше подвижность перестаёт являться константой, а {\displaystyle v_{d}} насыщается на уровне {\displaystyle v_{sat}\sim \,} 105 м/c.  